# ۱۰۱۳ (میلادی)
۱۰۱۳ (میلادی) هزار و سیزدهمین سال تقویم میلادی است.

## درگذشتگان
‎